# Halowe Mistrzostwa Świata w Lekkoatletyce 1999 – bieg na 400 m kobiet
Bieg na 400 m kobiet – jedna z konkurencji rozgrywanych podczas halowych mistrzostw świata w lekkoatletyce w 1999. Eliminacje odbyły się 5 marca, półfinały miały miejsce 6 marca, finał zaś został rozegrany 7 marca.
Do eliminacji zgłoszone zostały 22 zawodniczki z 18 państw.
Zawody w tej konkurencji wygrała reprezentantka Niemiec Grit Breuer. Drugą pozycję zajęła zawodniczka z Nigerii Falilat Ogunkoya, trzecią zaś reprezentująca Stany Zjednoczone Jearl Miles-Clark.

## Wyniki

### Eliminacje
Źródło: 
Bieg 1
| Miejsce | Zawodniczka      | Państwo  | Wynik | Uwagi |
| ------- | ---------------- | -------- | ----- | ----- |
| 1.      | Grit Breuer      | Niemcy   | 51,13 |       |
| 2.      | Natalja Nazarowa | Rosja    | 51,51 |       |
| 3.      | Ester Goossens   | Holandia | 52,05 | SB    |
| 4.      | Virna De Angeli  | Włochy   | 52,50 | SB    |
| 5.      | Alina Rîpanu     | Rumunia  | 52,64 | PB    |

Bieg 2
| Miejsce | Zawodniczka       | Państwo           | Wynik | Uwagi |
| ------- | ----------------- | ----------------- | ----- | ----- |
| 1.      | Jearl Miles-Clark | Stany Zjednoczone | 51,79 | SB    |
| 2.      | Deon Hemmings     | Jamajka           | 52,10 |       |
| 3.      | Charity Opara     | Nigeria           | 52,11 | SB    |
| 4.      | Sakie Nobuoka     | Japonia           | 54,11 |       |
| 5.      | Kaltouma Nadjina  | Czad              | 54,30 | NR    |
| –       | Helena Fuchsová   | Czechy            | DNS   |       |

Bieg 3
| Miejsce | Zawodniczka      | Państwo           | Wynik | Uwagi |
| ------- | ---------------- | ----------------- | ----- | ----- |
| 1.      | Sandie Richards  | Jamajka           | 52,40 |       |
| 2.      | Falilat Ogunkoya | Nigeria           | 52,64 |       |
| 3.      | Susan Andrews    | Australia         | 52,65 |       |
| 4.      | Shanelle Porter  | Stany Zjednoczone | 52,65 |       |
| –       | Amy Mbacké Thiam | Senegal           | DNS   |       |

Bieg 4
| Miejsce | Zawodniczka      | Państwo                              | Wynik | Uwagi |
| ------- | ---------------- | ------------------------------------ | ----- | ----- |
| 1.      | Olga Kotlarowa   | Rosja                                | 52,06 |       |
| 2.      | Ana Guevara      | Meksyk                               | 52,43 |       |
| 3.      | Sinead Dudgeon   | Wielka Brytania                      | 52,84 | PB    |
| 4.      | Tonique Williams | Bahamy                               | 54,65 |       |
| 5.      | Chen Yuxiang     | Chiny                                | 55,14 |       |
| –       | Ameerah Bello    | Wyspy Dziewicze Stanów Zjednoczonych | DNS   |       |

### Półfinały
Źródło: 
Bieg 1
| Miejsce | Zawodniczka      | Państwo  | Wynik | Uwagi |
| ------- | ---------------- | -------- | ----- | ----- |
| 1.      | Grit Breuer      | Niemcy   | 50,88 | WL    |
| 2.      | Falilat Ogunkoya | Nigeria  | 51,44 | PB    |
| 3.      | Sandie Richards  | Jamajka  | 51,54 | SB    |
| 4.      | Ester Goossens   | Holandia | 52,09 |       |
| 5.      | Alina Rîpanu     | Rumunia  | 53,29 |       |
| –       | Natalja Nazarowa | Rosja    | DNF   |       |

Bieg 2
| Miejsce | Zawodniczka       | Państwo           | Wynik | Uwagi |
| ------- | ----------------- | ----------------- | ----- | ----- |
| 1.      | Jearl Miles-Clark | Stany Zjednoczone | 50,83 | WL    |
| 2.      | Ana Guevara       | Meksyk            | 50,93 | NR    |
| 3.      | Deon Hemmings     | Jamajka           | 51,47 | PB    |
| 4.      | Olga Kotlarowa    | Rosja             | 51,69 |       |
| 5.      | Charity Opara     | Nigeria           | 52,31 |       |
| 6.      | Virna De Angeli   | Włochy            | 52,95 |       |

### Finał
Źródło: 
| Miejsce | Zawodniczka       | Państwo           | Wynik | Uwagi |
| ------- | ----------------- | ----------------- | ----- | ----- |
| 01 !    | Grit Breuer       | Niemcy            | 50,80 | WL    |
| 02 !    | Falilat Ogunkoya  | Nigeria           | 51,25 | PB    |
| 03 !    | Jearl Miles-Clark | Stany Zjednoczone | 51,45 |       |
| 4.      | Ana Guevara       | Meksyk            | 51,55 |       |
| 5.      | Sandie Richards   | Jamajka           | 51,75 |       |
| 6.      | Deon Hemmings     | Jamajka           | 52,04 |       |